# Glyphocrangon fimbriata
Glyphocrangon fimbriata is een garnalensoort uit de familie van de Glyphocrangonidae. De wetenschappelijke naam van de soort is voor het eerst geldig gepubliceerd in 1994 door Komai & Takeuchi.